# Joseph Severn

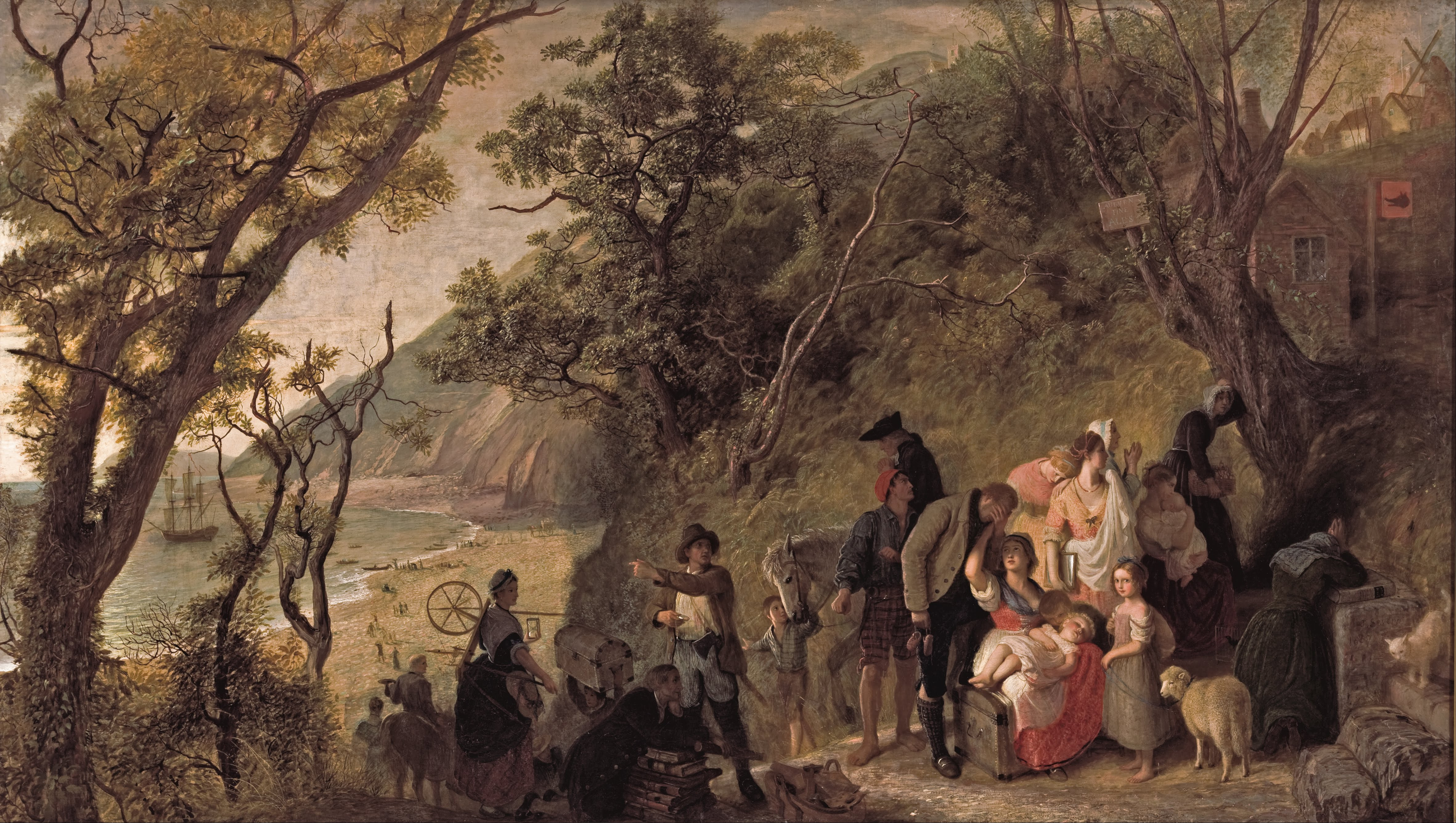
Opuštěná vesnice

Joseph Severn (7. prosince 1793, Hoxton, Anglie – 3. srpna 1879) byl anglický malíř a osobní přítel slavného anglického básníka Johna Keatse. Severn maloval především portréty ale také krajiny v italském stylu, nevyhýbal se ani literárním či biblickým tématům. Jeho obrazy lze dnes nalézt v některých z nejvýznamnějších muzeí v Londýně, včetně National Portrait Gallery, Victoria and Albert Museum a Tate Britain.

## Životopis

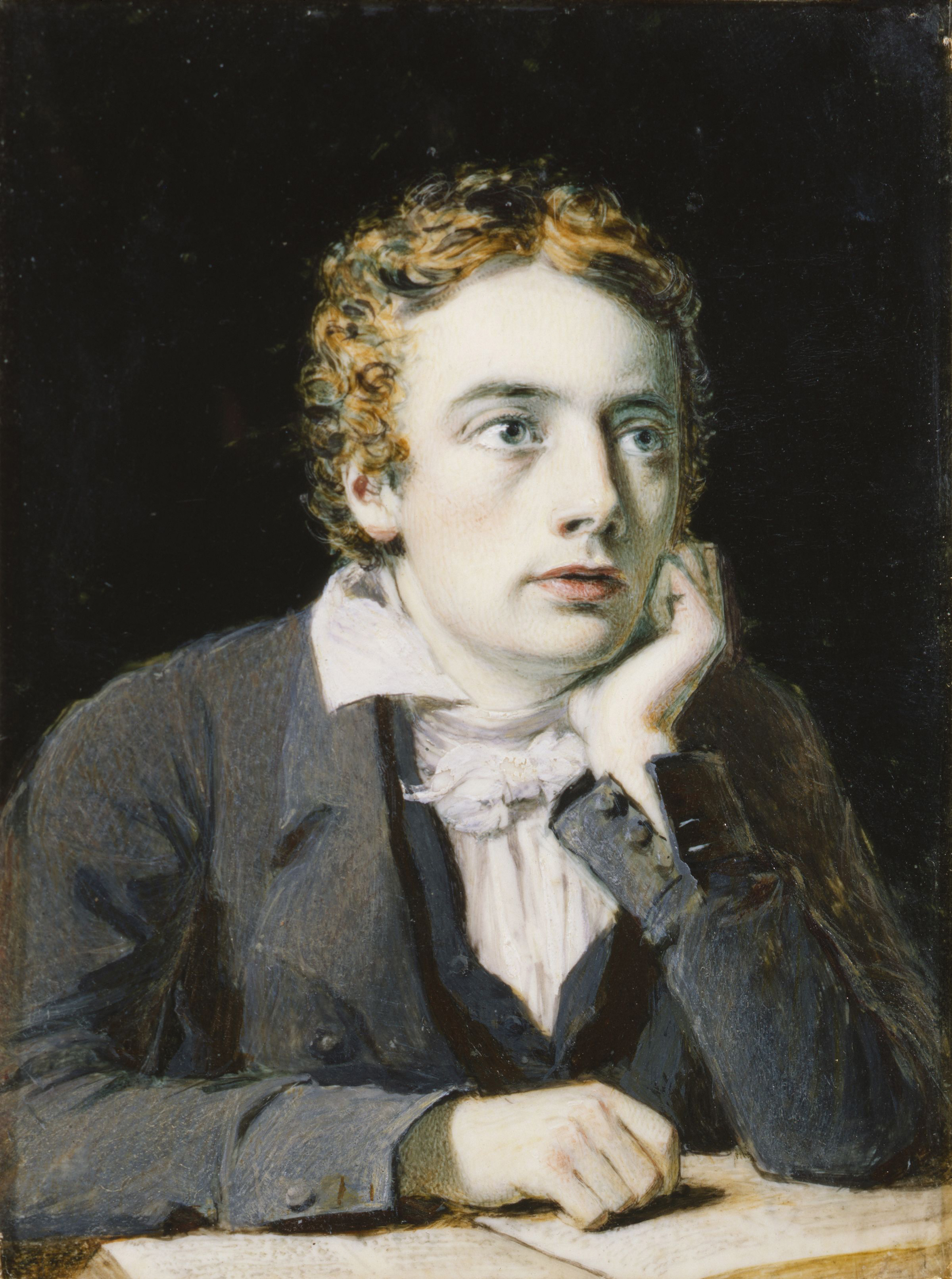
John Keats, Joseph Severn, 1819

Joseph Severn se narodil jako nejstarší syn učitele hudby v Hoxtonu poblíž Londýna. Ve 14 letech se vyučil rytectví u Williama Bonda. Joseph byl jedním ze sedmi dětí; dva z jeho bratrů, Thomas (1801–1881) a Charles (1806–1894), se stali profesionálními hudebníky a on sám byl dobrým pianistou. V mládí se učil malovat portréty jako miniaturista.

### Londýn 1815–1820
V roce 1815 byl přijat na Královskou akademii v Londýně. Své první dílo, olejomalbu Hermia a Helena, na téma Shakespearovy hry Sen noci svatojánské ( A Midsummer Night's Dream) spolu s miniaturou portrétu J. Keats, Esq zveřejnil v roce 1819 na výstavě Královské akademie. S básníkem Johnem Keatsem se pravděpodobně poprvé setkal na jaře 1816.
V roce 1819 získal Severn zlatou medaili Královské akademie za obraz Una a rytíř Červeného kříže v jeskyni zoufalství (Una and the Red Cross Knight in the Cave of Despair, který byl inspirován epickou básní The Faerie Queene (Královna víl) od Edmunda Spensera. Cena byla udělena poprvé po osmi letech, a obraz byl vystaven na Akademii v roce 1820. Toto ocenění také umožnilo Severnovi požádat o tříleté stipendium, které hradila Akademie. Peníze mu umožnily cestovat. Obraz koupil Lord Houghton (Richard Monckton Milnes), autor prvního životopisu básníka Keatse. Prodej obrazu je zaznamenán v aukčním katalogu společností Christie's v červnu 1963. Od té doby obraz zmizel, není zveřejňován a neexistují žádné dohledatelné reprodukce.
Podle nového vydání Severnových dopisů a pamětí měl Severn asi rok před odchodem z Anglie do Itálie nemanželské dítě jménem Henry (nar. 31. srpna 1819). Bylo naplánováno, že se otec a syn v roce 1826 sejdou. Bohužel jeho syn Henry, dříve než se mohl vydat na cestu do Říma, ve věku 11 let zemřel.

### Cesta do Itálie s J. Keatsem , 1820–1821
Dne 17. září 1820 vyplul Severn s Johnem Keatsem na palubě lodi Maria Crowther z Anglie do Itálie. Keats a Severn se znali už z Anglie, ale byli pouhými známými. Přesto to byl Severn, kdo souhlasil, že bude doprovázet básníka do Říma, když všichni ostatní buď nemohli a nebo nechtěli. Tato cesta měla vyléčit Keatovu dlouho trvající nemoc, o které se domníval, že je to tuberkulóza. Po trýznivé plavbě dorazili 21. října do Neapolského zálivu, kde zůstali deset dní v karanténě. Po týdnu v Neapoli odcestovali do Říma, kam dorazili v polovině listopadu 1820 a setkali se zde s Keatsovým lékařem Dr. Jamesem Clarkem. V Římě žili v bytě na náměstí Piazza di Spagna číslo 26, vpravo dole pod Španělskými schody, s výhledem na slavnou Berniniho fontánu Fontana della Barcaccia.
Severn opustil Anglii proti vůli svého otce a neměl příliš peněz. Jeho otec byl ve skutečnosti jeho odchodem tak rozzuřený, že, jak Severn uvedl později ve svých pamětech, „ve svém šíleném vzteku mě udeřil tak silně, že jsem spadl na zem.“ Už nikdy svého otce neviděl...Z pobytu v Římě v zimě roku 1820–21 Severn posílal jejich společným přátelům v Anglii četné zprávy o Keatsovi, zejména Williamovi Haslamovi a Charlesu Armitag Brownovi. Ti pak zprávy o básníkovi sdíleli s ostatními členy Keatsova okruhu, včetně básníkovy snoubenky, Fanny Brawne. Tyto dopisy ve formě deníků představují jedinou dochovanou zprávu o Keatsových posledních měsících a jsou důležitý primární historický zdroj pro životopisce o Keatsových posledních dnech.

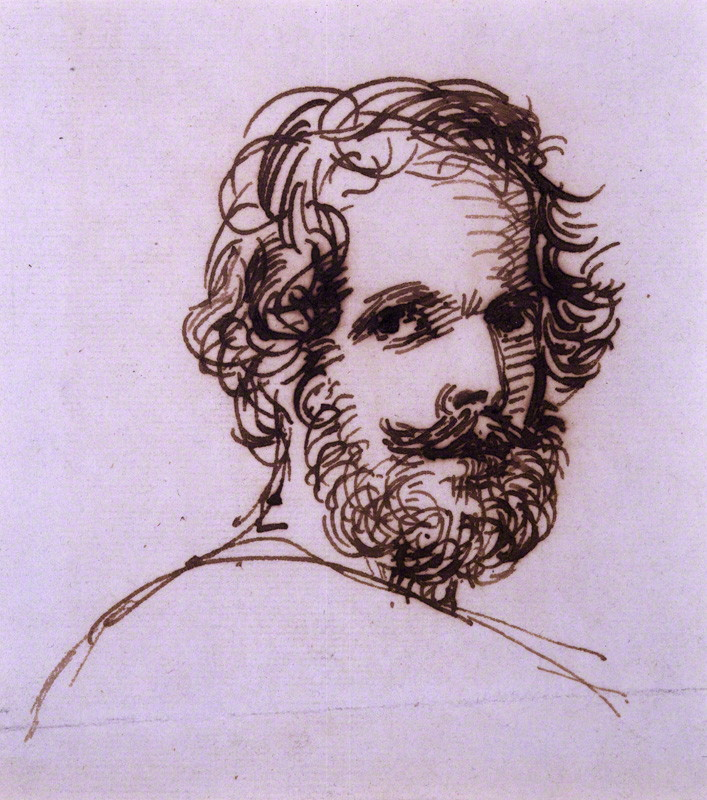
Edward John Trelawny, Joseph Severn

Severn ošetřoval Keatse až do jeho smrti 23. února 1821, tři měsíce poté, co dorazili do Říma. Jak řekl novináři Johnu Taylorovi dva týdny poté: „Každý den pohlédl na lékaře a ptal se jak dlouho bude žít – jakoby říkal – ‚jak dlouho můj život ještě vydrží‘ – to bylo víc, než jsme kdy mohli snést – extrémní jas jeho očí – jeho ubohá bledá tvář – už nebyla pozemská –“. I Keats uznal měsíc před svou smrtí Severnovo utrpení. Později Severnovi za jeho oddanost Keatsovi poděkoval básník Percy Bysshe Shelley v předmluvě ke své elegii Adonais napsanou v roce 1821 pro Keatse. V té době se Severn setkal mimo jiné s významnými sochaři Antoniem Canovou a Johnem Gibsonem a přítelem lorda Byrona, dobrodruhem Edwardem Johnem Trelawnym. V roce 1838 Severn vytvořil náčrt Trelawnyho portrétu.

### Severn po Keatsově smrti
Dlouho se uvádělo, že Severnův život vyvrcholil jeho vztahem s Keatsem a že z této slávy žil po zbytek svého dlouhého života. Ve skutečnosti Severn zahájil svou vlastní úspěšnou uměleckou kariéru krátce po Keatsově smrti a stal se v Římě uznávaným malířem 20. a 30. let 19. století. Maloval miniatury a oltářní obrazy, krajiny a fresky, historické a náboženské obrazy a ztvárňoval biblická témata, čerpal inspiraci z řecké mytologie a Shakespeara. Jeho obrazy italských rolníků a pastorační žánrové scény se staly velmi oblíbenými u Britů navštěvujících kontinent a pomohly mu získat několik zakázek.
Severn také pomohl založit Britskou akademii výtvarných umění v Římě. Získal pro tento projekt podporu takových vlivných osobností jako vévoda z Devonshiru, John Flaxman a Sir Thomas Lawrence. Severnův prostorný byt na Via di San Isidoro se stal rušným centrem života Akademie. Mezi členy Akademie byli Charles Eastlake, Richard Westmacott (mladší), William Bewick a Thomas Uwins. Snad nejoddanějším patronem Severnovy práce ve 30. letech 19. století byl William Gladstone, který byl k Severnovi přitahován spíše pro jeho pověst malíře než Keatsova přítele.
V roce 1841 se Severn vrátil do Anglie. Měl finanční potíže a zoufale se snažil vydělat dost peněz na podporu své rozrůstající se rodiny malováním portrétů. Už nikdy se ale nedostavil takový umělecký úspěch jako měl v Římě. Nakonec, v roce 1853, musel uprchnout před svými věřiteli na ostrov Jersey. Přesto v letech 1819 až 1857 na Královské akademii v Londýně vystavil 53 obrazů.
V roce 1861 byl Severn jmenován britským konzulem v Římě během italského risorgimento, v době bojů za svobodu a sjednocení Itálie Několik měsíců před jeho příjezdem se Garibaldi zmocnil Neapolského království a celá jižní Itálie a Sicílie byla připojena k novému italskému království. Mnoho království, knížectví a vévodství na italském poloostrově přešlo pod vedení Viktora Emanuela II., ale Řím a jeho okolí zůstali věrni papežskému státu. Tak to zůstalo po většinu doby Severnova působení ve funkci konzula, protože papež Pius IX. si dokázal udržet křehkou moc nad mocí světskou a spoléhal se na posádku francouzských vojsk, která ovládla Řím. Ačkoli oficiálním postojem britské vlády k „římské otázce“ byla neutralita a nezasahování, Severn často podnikal diplomatické kroky, které jeho nadřízení považovali za překračující jeho mandát konzula. Při několika příležitostech, například když v roce 1864 využil svého úřadu k osvobození italských politických vězňů, byl pokárán zahraničním úřadem. Jeho znalost italského jazyka a jeho přívětivost a dobrá nálada však často pomohly při zprostředkování jednání mezi papežským režimem a britskou vládou a při mnoha dalších příležitostech dokázal nabídnout rady a ochranu britským občanům, kteří se ocitli v potížích. Jako konzul skončil v roce 1872.

### Rodina
V roce 1828 si Severn vzal Elizabeth Montgomerie, nelegitimní dceru Archibalda, lorda Montgomerie (1773–1814). Společně měli sedm dětí, z nichž tři se stali pozoruhodnými umělci: Walter a Arthur Severn a Ann Mary Newton, která se provdala za archeologa a kustoda Britského muzea Charlese Thomase Newtona. Mary měla v Anglii úspěšnou malířskou kariéru, nějakou dobu rodinu podporovala a namalovala řadu portrétů královské rodiny. Její předčasná smrt na spalničky ve věku 32 let Severna těžce zasáhla. V roce 1871 se Arthur Severn oženil s Joan Ruskin Agnew, sestřenicí anglického spisovatele a literárního kritika Johna Ruskina. Měli spolu další dítě, Artura, který zemřel jako dítě při nehodě v postýlce. Je pohřben mezi Keatsem a Severnem na protestantském hřbitově v Římě.

### Smrt
Severn zemřel 3. srpna 1879 ve věku 85 let a byl pohřben na protestantském hřbitově po boku Johna Keatse. Oba náhrobky stojí dodnes. Shelley a Trelawny jsou také pohřbeni bok po boku na stejném hřbitově.

## Dílo
Severn je nejznámější svými četnými portréty Keatse, z nichž nejznámější je miniatura Keats na smrtelné posteli (Keats on his Deathbed ), skica perem a inkoustem z roku 1819, v londýnské National Gallery a olejomalba čtoucího Keatse John Keats ve Wentworthu (John Keats at Wentworth) z let 1821–1823. Pozoruhodný je i pozdější obraz (Keats v Hampsteadu, když si poprvé představil svoji Ódu na slavíka) z roku 1851. V šedesátých letech 19. století Severn vytvořil řadu kopií a nových portrétů básníka tak, jak si jej pamatoval, protože Keatsova sláva stále rostla. Nejznámější Severnovy malby ve stylu raného italského žánru jsou obrazy Vinobraní (The Vintage) z roku1825 namalovaný pro vévodu z Bedfordu a Fontána (The Fountain), nyní v Královském paláci (Royal Palace) v Bruselu, který si objednal belgický král Leopold I. v roce 1826. Ten pravděpodobně ovlivnil i slavný obraz Williama Turnera Pohled na Orvieto (The View of Orvieto). Jedna z jeho pozoruhodných kompozic je obraz Píseň o starém námořníkovi (Rime of the Ancient Mariner) z roku 1839, založená na slavné básni Samuela Taylora Coleridge, který byl prodán v Sotheby's za 32 400 liber. Jiný obraz na historické téma, The Abdication of Mary, Queen of Scots byl prodán za 115 250 liber 26. srpna 2008.
Severn také maloval díla jako Cordelia Watching by the Bed of Lear, Shepherds in the Campagna, Shelley Composing Prometheus Unbound, Isabella and the Pot of Basil, Portia with the Casket, Ariel, Rienzi, The Infant of the Apocalypse Saved from the Dragon, velký oltářní obraz pro kostel San Paolo fuori le Mura v Římě a mnoho portrétů státníků a aristokratů, včetně portrétu Roberta Wilhelma Bunsena a Williama Gladstona. Posledním obrazem, který vystavoval na Královské akademii, byla kompozice z roku 1857 The Deserted Village, námětem je odchod Olivera Goldsmithe z vesnice.

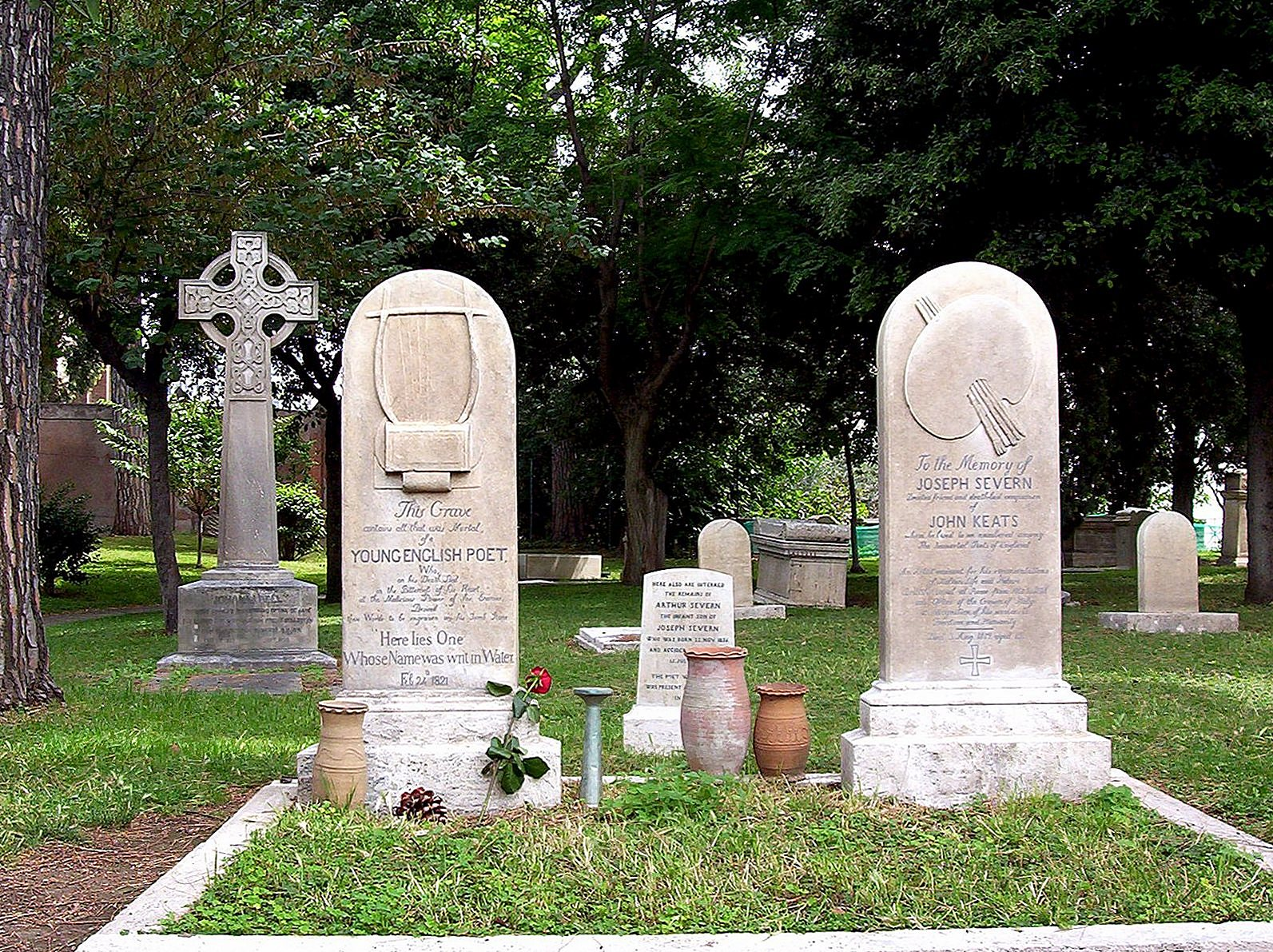
Keatsův a Severnův náhrobek na protestantském hřbitově v Římě. Severnova stéla je zdobena paletou a Keatsova lyrou.